# 伊爾馬約基

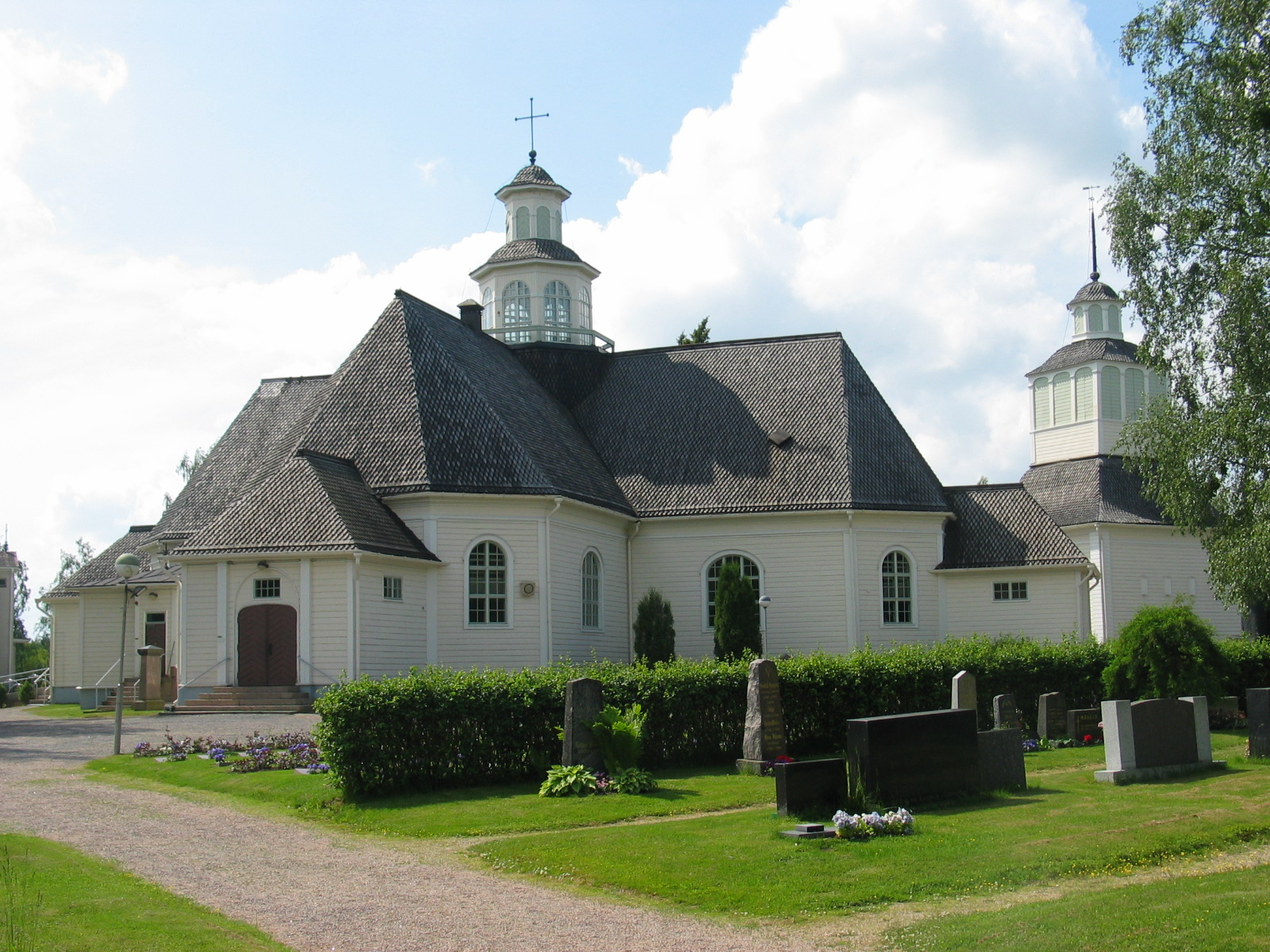

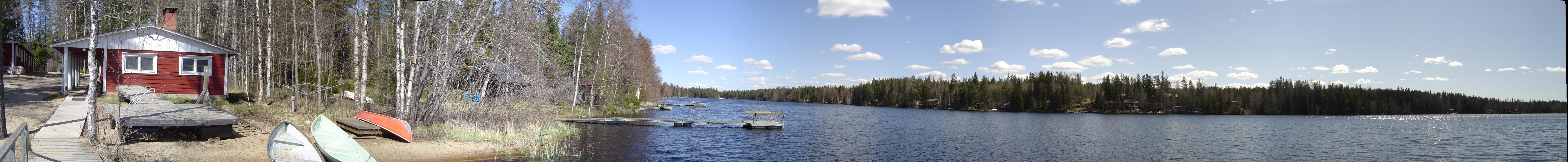

伊爾馬約基是芬蘭的城鎮，位於該國西部屈勒河畔，由西芬蘭省負責管轄，始建於1865年，面積576.69平方公里，2013年人口12,017，人口密度為每平方公里20.83人。

## 外部連結
- Municipality Ilmajoki – Official website